# 跨性別恐懼
跨性別恐懼，也稱恐跨、反跨（英語：Transphobia），是一系列对跨性別者、变性人或对性別轉換的负面态度，感受或行为。指稱對于不符合社会性别期望的人的恐懼、無知、誤解、厭惡、排斥、仇恨、暴力，以及歧視攻擊。 恐跨的观点常与恐同一起出现，因此经常被认为是恐同的一部分。 恐跨类似于种族歧视和性别歧视， 是偏见与歧视的一种。而非白人跨性别者常同时受到以上三种歧视。
未成年跨性别者可能因其身份而经历性骚扰、霸凌、校園欺凌、寄養、社会福利机构，以及来自家庭的虐待。成年跨性别者可能因其身份而受到公开羞辱、包括性别错称和弃名错称在内的骚扰、嘲讽、抢劫，以及错误的逮捕；因此许多人在公共场合时会感到不安全。另外，很高比例的跨性别者是性暴力的受害者。有些跨性别者会被拒绝提供医护或遭受就业歧视，其中包括因跨性别身份而被开除或者遭到反对保障 LGBT 权益法律的保守人士和宗教人士的围攻。他们还会受到来自 LGBT 运动内的一小部分人以及排跨基女的歧视。
跨性别者除了有比其他人更可能受到暴力以及其他威胁，因恐跨造成的压力还可能带来负面情绪，进而导致物質使用疾患、離家出走和更高的自杀风险。
近年来，在西方世界中有一股逐步建立反歧视和平等机会的政策的趋势。这一趋势在发展中国家也有一定展现。另外，LGBT 运动正在世界范围散播，使得社会对非传统的性别认同的接受度逐渐提高。联合国“停止污名化”（英语：Stop the Stigma）运动就是其中一个例子。

## 詞源和用法
恐跨一词并非是临床心理学中的例如焦虑症一类的恐惧症之一。该词翻译自英语中的 transphobia 一词。该词的意思和用法类同 xenophobia， 即仇外。Transphobia 是一个复合词，其组成方式和 homophobia ，即恐同一样。其前缀 trans- 原意为越过，远处，而其后缀 -phobia 来自古希腊语中 φόβος 一词，其意为恐惧。恐跨和恐拉，恐双和恐同一起，是一组用于描述对于 LGBT 人士的偏见和歧视的词汇。
恐跨通常是因其性別認同與出生时的指定性别不一致，以及社會性別的轉換而被歧視，或性別氣質/性別表達違異於原生或一般社會性別形象（gender expression），通常作用在各樣跨性別群體身上，而作用在女跨性别者、男跨性别者和性別酷兒等運作方式也各有所不同。廣義而言，它甚至涵蓋渲染、過分強調生理性別、性別差異和性別氣質，可推廣至性別歧視與性別暴力的一環。

## 相关概念
“順性別主義”（英语：cissexism）是对常态的迎合而强制实行性别二元的规范和呼籲性别本质主义，从而导致对非常規性別、非二元性別和跨性别身份的压迫。 顺性别主义认为因人类的性别分化，一个人的社会性别完全取决于其生殖性别是男或女（即假定了所有人的性染色体一定是 XX 或是 XY），因此默认所有人都是顺性别者，且跨性别者的存在是 “对大自然的蔑视”， 所以要比顺性别者低等。“顺性别特权”（英语：cisgender privilege）指一个人完全因其身为顺性别者即认同其指定性别而非由努力而来的优势。
针对跨性别者的骚扰和暴力常被称为跨性别欺凌，且可能以物理，性或是言语形式出现。一如同性恋欺凌针对其目标真正或是欺凌者所认为的性取向，跨性别欺凌则针对其目标真正或是欺凌者所认为的性别认同。该词也常被用于针对跨性别者的仇恨言论 以及加强关于跨性别者的负面刻板印象的媒体。 一些比较著名的因恐跨而导致的暴力犯罪的受害者有布兰登·蒂纳、格温·阿劳霍、安吉·萨帕塔、妮莎·莫里斯、劳伦·哈里斯、 安娜·萨卡杨、珍妮弗·劳德、阿涅斯·托雷斯·埃尔南德斯、吉丝贝尔塔·莎尔塞、谢尔比·特蕾西·汤姆，以及妮蕾亚·约翰逊等人。
跨性别偏见（英语：transprejudice)一词类似跨性别恐惧，指对于那些外表或身份认同不遵从当下的社会期待或传统上对于性别的认知的个体的贬低、刻板印象和歧视对待。

### 例子
- 忽視跨性別、性別酷兒人士的存在：人們討論性別的現象的各個方面時（已包括女同性戀、男同性戀及雙性戀等不受生理性別認同影響的性傾向），忽略跨性別、性別酷兒人士，過度強調生物性別的社會命運，想當然地認為這些人不存在或是不重要，或是不值得被包括進來。然而，不將他們包括在內的話，關於人類性別的現象的討論實質上只是針對順性別的討論而已。[來源請求]
- 將跨性別、性別酷兒人士與順性別者區別看待：當議題與性別認同無關時，將某些性別認同群體與其他人區別看待是一種歧視。[來源請求]
- 將跨性別、性別酷兒等性別少數群體一起混入一個較大的範疇：有時，在分析數據時根據性別認同分類是合理的，例如對於青少年自殺率的研究。如果不包含性別認同這個分類範疇，研究結果可能會失真。[22]

## 與恐同之間的差異
恐跨與恐同並不一樣，恐同是指對於同性戀者的恐懼與歧視，而恐跨是指對於跨性別者的恐懼與歧視，前者是對其性傾向的歧視；後者是對其性別認同或原生生理性別的歧視。像是直同志是對同性戀者或雙性戀者友善的異性戀者，但他們未必接納跨性別者，而同性戀社群中也有對跨性別者歧視與排斥的問題，包含少數的性別氣質和性別酷兒等在一般社會、甚至少數群體(例如：同性戀、BDSM 社群以及性產業)中都是被貶抑的。

## 表现形式
跨性别者常被排斥并且无法享受与其属同（社会）性别而非生殖性别的人的权力或特权。一个常见的例子是，女跨性别者经常在使用女厕所时被拦下或质问。另一个常见的例子是，流浪者收容所、医院和监狱都可能禁止女跨性别者进入女性区域，并强迫她们只能在有男性的区域睡觉和洗澡。

### 骚扰和暴力
相较于顺性别者，跨性别者一生中更容易遭到侵略和暴力，尤其是性暴力。 针对跨性别者的侵略和暴力包括了物理暴力或身体伤害、性暴力或性侵犯、言语攻击或精神虐待、霸凌、骚扰，以及多种污名化的方式，包括歧视。 针对跨性别者的虐待可以有许多来源，包括家庭、朋友、伴侣、邻居、同事、熟人、陌生人，还有警察。 这些不同种类的侵略和暴力可以发生在一名跨性别者人生中的任何一个阶段。而最可能的是，一名跨性别者一生中将会遇上以上所提的侵略与暴力的其中一种或多种。
正如恐同与恐跨相互关联，许多跨性别者也经历过恐同和异性恋主义。这是由于人们常将跨性别者的性别认同与同性恋这一性取向相关联，或是因为跨性别者也可能有非异性恋的性取向。作家托马斯·斯派克博（Thomas Spijkerboer）说，在一系列文化背景下，跨性别者受到的恐跨暴力常以恐同的语言表述。
据美国心理学会称，跨性别儿童比其他儿童更可能在学校、寄养机构和寄养家庭、戒毒康复机构、流浪人士收养所，以及未成年犯管教所等地遭到骚扰和暴力。 2005年美国费城的一篇研究称跨性别未成年人常在学校受嘲弄和欺凌，且绝大多数跨性别未成年人都称其曾在学校被言语或物理上骚扰，尤其是在体育课、学校活动和使用单一性别厕所时。该研究中24名跨性别未成年人里，四分之三都称他们在学校不觉得安全。
作为成年人，跨性别者即使只是在路上走或是走进一家商店时都常遇到嘲笑、注视、戏弄，以及暴力威胁。美国一个对402位年龄更大、已工作且高收入的跨性别者的调查发现其中60%等人都曾其性别认同而遭到暴力或骚扰，56%的人曾被言语骚扰或虐待，30%的人曾被赤手或持械殴打，17%的人曾被人扔东西，14%的人曾被抢劫，8%的人曾被无理逮捕。
一篇对于美国费城 81 位跨性别者的研究发现他们中30%的人在公共场合因其跨性别身份而感到不安全，并有19%的人因为同样的原因而在公共场合感到别扭或不舒适。当研究人员询问他们是否有被逼迫进行性行为、在家中经受暴力或被物理伤害过，他们中大部分人对以上三个问题都回答“是”。

### 性暴力
一篇关于美国跨性别者的研究综述发现针对跨性别者的性暴力“极其普遍”，而不同研究得到的这一报告率由于研究方法及其他原因所以都不相同。这些研究中最常见的数字是 50 %，即大约一半的跨性别者都曾遭受性暴力。 2009 年，一位名为丽贝卡·斯托策（Rebecca L. Stotzer）的研究人员于犯罪学学术杂志 Aggression and Violent Behavior  中发表了一篇关于多篇关于针对跨性别者的暴力的研究的综述。该综述中斯托策之处跨性别者相较其他人一生中有更高的遭受性暴力的风险。
另一篇 2020 年的关于亲密伴侣间暴力的综合分析发现，相比顺性别者，跨性别者遭受来自亲密伴侣的暴力的风险的可能性要高 66 %，其中遭受性和身体暴力的可能性各是顺性别者的两倍。

### 身体暴力
跨性别者遭遇的身体暴力中很多都是出于针对跨性别者的负面印象。许多遭受这些身体暴力的跨性别者没有向警察报告。在美国，目前可以查到的谋杀数据显示跨性别者被谋杀率低于顺性别者被谋杀率。但是，年轻的非裔和拉丁裔女跨性别者被谋杀率较顺性别黑人和拉丁裔女顺性别者要高。 当非裔和拉丁裔女跨性别者被谋杀时，他们常是被射杀、殴打或反复刺伤。这种现象被称为“过度杀伤”（英语：overkill）。

### 性别错称
性别错称（英语：misgendering）指使用别人不认同的性别化称谓描述描述对方。 性别错称可以是故意的也可以是无意的。常见的例子有使用错误的人称代词称呼对方， 称呼某人“女士”即使对方性别认同并非女性（反之亦然）， 使用对方的性别转换前的名字（即弃名错称）或是坚持对方一定要遵守符合其出生时指定性别的性别角色或社会规范， 例如强求对方使用男厕所即使对方性别认同为女性。
遭受性别错称对于性别转换前的跨性别者十分常见。许多完成了性别转换的跨性别者也常受到性别错称。 跨性别者常为医生、警察、媒体和同龄人所性别错称。 这些经历被形容为“羞耻”、痛苦、残酷 且“只会使我们的生活更加艰难”。2018 年一篇发表于 Journal of Adolescent Health 的对 129 名跨性别及非二元性别未成年人的研究显示，每多一个未成年人自己所选择的姓名会被使用的社会情景，抑郁症状、自杀想象和自杀行为都会有统计学上意义的减少。 对于跨性别者来说，故意性别错称一名跨性别者是极度冒犯的行为。

## 社会中的恐跨

### 校园
中国目前并无将科学的性别认同和性倾向相关知识纳入教学大纲及教材的规定。 相反，高等教育所使用的部分教材中存在大量歧视性别少数群体的内容，损害了性别少数群体的名誉权和人格尊严。 另外，跨性别青少年也常因被同龄人和成年人在用厕所或更衣室时受到骚扰而害怕使用它们。
而由于中国并无明确规定不可歧视跨性别者或是禁止校园暴力的法律条款， 且由于向老师求助效果极小， 这些歧视和欺凌现象难以遏制。北京同志中心和北京大学 2017 年的研究发现，超过 70 % 的跨性别者受访者曾遭受校园暴力。以上这些因素叠加在一起，结果为与非跨性别或间性身份的性少数人士相比，中国的跨性别者因其身份在学业上受到的影响相对最大。 在北京同志中心 2017 年的报告当中，跨性别男性辍学率为 5.34 %，酷儿辍学率为 8.09 %，异装者辍学率为 5.95 %，而跨性别女性的辍学率则高达 14.57 %。 而联合国开发计划署 2016 年的调查则发现间性人和跨性别者肄业、退学或辍学的比例高于 20 %。
跨性别学生普遍遭受严重去歧视和霸凌的境况不仅限于中国。美国 2011 年的一份调查发现从幼儿园直到高中的 1876 名受访跨性别或非常规性别学生中，有 78 % 的人曾遭到骚扰，35 % 的人遭到物理暴力，12 % 的人遭到性侵犯，另有 6 % 的学生因其性别认同或性别表达而遭到开除。 这类歧视通常少有通过官方渠道而被曝光或举报；学校官员甚至可能会参与到对跨性别学生的辱骂和对受害者的职责。此外，例如在学校记录中对学生弃名错称或性别错称等行政做法也可能加深对跨性别学生的伤害。
2007年12月至2009年6月期间对加拿大高中生进行的一项研究表明，LGBTQ学生在学校不但感到不安全，还时常受到同学甚至老师的歧视和侮辱。 哪怕是异性恋学生和老师都怕因其支持跨性别好友或家人而受到恐跨者的攻击。

#### 例子
在 2005 年的温州一条新闻中，一位化名徐利的女跨性别者的家人在她初中毕业后送她去一所武校读书，以期改变她“日渐明显的女性倾向”。她在校期间“不少男生以为他是女扮男装”，常收到男生的示爱，甚至用血写成的情书。入校一年后，一场由她引起的男生群殴事件招来了校方的目光。当时由教练建议校方采取强制手段以“验明正身”。徐利死活不肯。结果学校因此而勒令她退学。
据《南国都市报》2016 年 1 月 7 日文章《湖南小伙将在三亚做手术 他要成为“她”》，一名化名冰冰的跨性别女生自五年级起就一直住校。她整个初中三年只去过两次男厕所，两次都是因为被老师罚扫男厕。她又不能去女厕所，因此只能忍着不上厕所。她有意“少喝水，少吃水果，坚持在学校时不上厕所。”如果实在忍不住了，她就去学校附近的阿姨家上厕所。冬天时，她总要等到无人洗澡时才一个人悄悄来到男生浴室。因为那时往往已经没有热水，所以她只能忍着湖南冬天的寒冷，用冷水擦拭自己。即使如此，她仍要忍受他人的恐跨情绪。据她说，“高中时打洗澡水，有男生故意往桶里丢瓜子壳。去教学楼上课，有人朝我丢西瓜皮。大学时经常有人把车子开得飞快，经过我身边时丢下一句‘人妖’。”
据《南方都市报》2006 年 5 月 17 日文章《裙裾飞扬“校花”是男儿郎》，一名名为何嫱的跨性别女生因其“过分女性化的举止”受到性骚扰和侵犯。新闻称，“下课后，班里和隔壁班的男生成群结队地跑过来围住他，有时候学电视里的小流氓”调戏“他，有时候几个人把他摁倒在凳子上，然后十几个人压到他身上……”
据同城 2017 年 12 月报告《校园性别暴力：实证研究与政策建议》称，一名名为小吴的跨性别男生在初中住校时多次被室友欺凌。出于对于跨性别群体的不了解和歧视，与他同寝室的一名女生认为小吴是心理病态，联合寝室其他同学一起排挤小吴并散布谣言说小吴是性变态和同性恋。有一天晚上，这名女生和其他几名女同学一起将正要出门的小吴堵在寝室里，以女生间不存在隐私之名，强迫小吴在几位女同学面前洗屁股。小吴拒绝对方的要求后，对方以暴力威胁小吴，小吴只能就范。这位女生得意地说：“看吧，就算是性变态也得学会当好女生的。”

### 職場
跨性别恐惧在职场中也常有展现。跨性别者常因其身份而就业困难。据北京同志组织 2017 年的对于跨性别人士生存状况的报告显示，其 1640 个跨性别受访者的失业率为 11.87 %，而同期由人社部公布的中国城镇登记失业率仅为 3.97 % 。而即使找到工作后，工作环境本身也常对跨性别者不友好，令跨性别者难以自由表达其性别身份。北京同志组织的报告显示认为工作环境对跨性别不友好的达到 24.58 %。这一数字在党政机关、事业单位和军队中尤甚，达到了 35.04 %。19.69 % 的跨性别者在工作中着装与其性别认同不符。另外，跨性别女性所面临的外部工作环境压力最大。在工作货的能力、工作环境被接纳程度、性别表达自由度等维度的调查统计中，跨性别女性的统计结果均较跨性别群体平均水平更不乐观。 缺乏工作机会和工作中的歧视也可能导致部分跨性别人士不得不通过性工作以供生存所需。 所以相较顺性别者，跨性别者更有可能从事性工作，尤其是跨性别女性和少数族裔跨性别者。 而性工作又普遍被污名化，且在世界各地许多国家和地区属于刑事犯罪；跨性别性工作者的跨性别身份与其性工作者的身份交叉，使其容易遭到如路人、警察、客人、黑帮等不同人群的暴力，并更容易遭到逮捕和起诉，更容易感染例如艾滋病等性传播疾病。 跨性别性工作者尤其常被警察骚扰和关押。在上海和北京，警察常常在酒店钓鱼执法，假扮成顾客，主动寻找跨性别者。

#### 例子
中国缺乏针对跨性别者的平等就业禁止性别歧视相关的法律条款。而跨性别者当中的女跨性别者则可能因立法者的偏见和法条模糊而无法受到与保障女职工权益相关的法规的保护。例如，2008 年河南十一届人大常委会第四次会议议分组审议《河南省实施〈中华人民共和国妇女权益保障法〉办法（修订草案）》时代表就这一问题展开了讨论，最后主流意见认为，“毕竟变性女人为少数，此办法适用人群是正常女性（原文如此），不是特殊群体”，因此该法不适用于女跨性别者。
据《新商报》2009 年 8 月 15 日报道《黄宁倩：渴望正常人的生活》一文报道，一名名为黄宁倩的跨性别女性在 2004 年初接受了胸部与下身手术后，找工作屡屡碰壁。她做过美容讲师、销售员、酒店服务员，总是兢兢业业。可每次老板得知她是一名跨性别者后，总是以此将她开除。结果她被迫到一家夜总会成为了一名“三陪”小姐。而夜总会老板知晓她是一名跨性别者后，总以此为噱头来吸引顾客。她于这份工作上常遭受来自顾客与老板的威胁、暴力与性骚扰。
2015 年，一名化名为C先生的男跨性别者因“爱穿男装，形象与公司要求不符”而在使用期间被毫无征兆地辞退。他在这之后于 2016 年向贵州省贵阳市云岩区人民法院递交了起诉状，并开始以法律途径维护自己的权益。这一案件因其里程碑意义而被称为“中国跨性别就业歧视第一案”。

### 医疗
中国的跨性别者常难以获取性别肯定医疗服务，并在接受其他医疗服务时也可能因其跨性别身份而遭遇歧视。
中国的医疗体系中，对于跨性别者的跨性别身份病理化十分常见。许多跨性别人士仍常被归为有“易性症”、“异性症”、“易性癖”、“性身份障碍”以及“变性欲症”的个体。这一病理化的行为与世界范围内对跨性别身份的去病理化的潮流相悖，如世界跨性别健康专业协会理事会于 2010 年发表的《敦促世界范围内对性别多元去精神病化》。世界卫生组织于 2018 年公布的最新一版“国际疾病分类”（ICD-11）中将跨性别认同和表达有关的守则于“心理和行为障碍”一章中删除，并将“性别不一致”的新规范归于“性健康状况”这一章节。 2022 年开始，中国大陆各个医院将陆续实行 ICD-11 系统。部分实行了 ICD-11 的精神卫生中心将无法开出带有 「易性症」 的诊断证明，此时可以要求医生开具带有「性别不一致」 的诊断证明。
除此之外，这类将跨性别身份病理化的诊断标准中，对“易性症”的诊断标准往往过高，且时有性别刻板印象和恐同的印记。2001 年出版发行的《中国精神障碍分类与诊断标准》第三版（CCMD-3）对“性身份障碍”的诊断标准要求其诊断个体需要着装、参加活动均趋向异性，拒绝参加同性的活动；都固执而强烈地否定自身的生理特征，排斥常见于同性的社会行为；同时，这些表现要持续 6 个月以上。而界定“易性症”的诊断标准为对自己性别的认定与自己生理的特征呈逆反心理，持续厌恶原有生理特征，并要求变换位异性的生理特征（如使用手术或异性激素），其性爱倾向为异性恋，即为其自我认同性别相反的性别所吸引。已排除其他精神疾病所致的类似表现，无生殖器畸变与内分泌异常，且转换性别的认同要至少已持续两年。 这一标准界定过高，因为根据美国精神医学学会，并非所有的跨性别者都会经历性别不安。另外，这一标准要求跨性别者为异性恋必须为异性恋，不可以是其他的性取向，假定性取向和性别认同是相连的。这一诊断标准也没有考虑到非二元性别人士和间性人士的存在。 这些缺点也可见于 1966 年的本杰明量表。 本杰明量表之于性别认同如金赛量表之于性取向，是世界上最早的界定一个人是否为跨性别者的诊断标准。
跨性别者若希望接受性别肯定手术，也会面临很大的挑战。原卫生部办公厅于“性别重置技术管理规范”（2017）中规定手术前候选人必须提交的材料和应满足的条件为：
1. 当地公安部门出具的手术对象无在案犯罪记录证明。
2. 有精神科医师或心理科医师开具的易性病诊断证明。
3. 手术对象本人要求手术的书面报告并进行公证。
4. 手术对象提供已告知直系亲属拟行性别重置手术的相关证明。

而手术前患者必须满足的条件为：
1. 对变性的要求至少持续 5 年以上，且无反复过程。
2. 手术前接受心理、精神治疗 1 年以上且无效。
3. 未在婚姻状态。
4. 年龄大于 20 岁，是完全民事行为能力人。
5. 无手术禁忌证。

这一标准偏离了国际最佳实践的标准。第一，家庭同意要求在中国十分严格，且适用于所有年龄的申请者。即使是成年的申请者也要在程序上签字。如果父母死亡，则必须通知其他家属。如果家属拒绝签字，手术则不能进行。第二，申请者需“年龄大于 20 岁，是完全民事行为能力人。”这与《民法通则》规定的年满 18 岁即属于完全的民事行为能力人（成年人）相悖。另外，现实中存在未成年跨性别者迫切需要性别转换的情况。那么未成年人只要监护人同意，就应有接受肯定性别医疗服务，包括青春期抑制激素治疗、激素代替疗法和其他与国际最佳实践与狐狸标准相符的手术。而完全民事行为能力人则应有自决权。第三，申请者须“未在婚姻状态”，这导致部分结了婚的跨性别者无法在正规医院完成性别肯定手术。第四，跨性别者需要提供“当地公安部门出具的患者无在案犯罪记录证明”，导致所有犯罪嫌疑人和有犯罪记录者均无法接受性别肯定手术。这一规则笼统概括一切犯罪性质，对轻微的过失犯罪或对社会危害性较低的犯罪没有例外规定，且涉及“犯罪前科歧视”，给所有的有犯罪经历者都打上烙印，剥夺其根据性别认同接受医疗服务的基本人权。
到目前为止，中国没有针对跨性别者的详细护理标准。国家卫生和计划生育委员会发布的《性别重置技术管理规范》和《性别重置技术临床应用质量控制指标》（2017）提供的指导非常概括。例如，在“技术管理基本要求”一节中规定：“严格遵守性别重置技术操作规范和诊疗指南，严格掌握性别重置技术的适应证和禁忌证。外生殖器的切除、成形及女变男乳房切除是性别重置技术的主体手术。”
大多数性别肯定医疗服务都无法得到公立医疗系统或是私人健康保健的覆盖。跨性别者需要自行承担咨询、诊断、化验、激素治疗、除毛或手术等的费用。这些费用往往价格不菲，导致许多经济能力并非十分充裕的跨性别者被迫选择相较便宜但更不可靠的服务，不能长期、完整地接受治疗，或是根本无法承担治疗费用。另外，绝大部分性激素为处方药，但在中国极少医生会为跨性别者提供处方。由于经济的压力和获取诊断和激素的困难，中国大部分跨性别者常被迫于非正规途径购买和使用性激素，或是完全无法获取性激素。根据联合国开发计划署和美国国际发展署2014年的调查，在包括中国在内的许多国家，跨性别者频繁地通过没有证照的本土商贩购药。 激素的种类和用量常基于其他跨性别者的建议做出，而非基于对特定激素及其副作用的准确、最新信息。
而跨性别者在医疗系统中常遭遇的歧视并不仅限于跨性别相关医疗。由于各国医疗系统中普遍存在的针对跨性别者的歧视与暴力，跨性别者连常规的、与性别无关的一般医疗需求也往往难以满足。 美国费城一项研究发现在其 81 名跨性别受访者中有 14 % 的人曾因其跨性别身份而被拒绝提供常规医疗服务。18 % 的受访者对当他们去医院检查时“作为跨性别者是否给他们带来了麻烦”这一问题回答了“是”。 此外，一项针对 223 名医疗工作者的研究表明跨性别恐惧症与调查中跨性别患者接受的治疗水平下降之间相关，但医疗工作者花在学习如何治疗跨性别者的时间和治疗水平之间却没有明显关联。因此研究人员提出，要提高跨性别和性别多样化患者接受的医疗质量，可能需要从解决整个社会上，特别是医学教育中的跨性别恐惧症上着手。
2022 年 10 月中国多名跨性别领域内的专业医学人士共同发表了《中国易性症多学科诊疗专家共识》一文，该文仍使用 ICD-10 中将性别不安病理化的定义，且鼓励使用刻板印象的性别表达作为分别性别认同的标准；该文还建议跨性别者要开“易性症”证明需要随访至少 1 年，就诊次数须不少于 4 次，间隔时间不短于 1 个月。作者还建议在允许跨性别者开始激素替代疗法前先进行一年的心理治疗和现实生活体验，即公开以其性别认同的身份生活，忽略了诸多跨性别者要获取性别肯定医疗的急迫性和以公开的酷儿形象生活在一个普遍恐跨恐同的社会上的危险性。另外，文中并无任何关于非二元性别认同和相关医疗规范的内容。
2022 年 12 月 1 日，中国药监局正式禁止网络销售环丙孕酮、雌二醇和睾酮等跨性别激素疗法中最基本的药物。

#### 强制扭转治疗
如同性恋人群一样，一些父母试图或强迫将其跨性别或喜爱变装的子女送入心理咨询机构进行实为虐待的强制扭转“治疗”，以期使其性别认同或性别表达与其出生时的指定性别相符。有些其他国家的数据证明扭转治疗事实上并非有效，且会对其矫治对象造成伤害。强制矫治跨性别和同性恋人士已成为一个严重的社会问题。 北京同志组织于 2017 年对 1640 名可能或确定被父母或监护人知道其跨性别身份的跨性别人士的调查中，有 11.9 % 的受访者报告曾被父母或监护人强制进行扭转治疗。另外，还有 1.9 % 的受访者报告曾被父母或监护人强迫与别人发生性关系。以上两个数据均高于 2016 年中国 LGBTI 群体在家庭中被强制进行扭转治疗的比例（4.6 %）和被迫与他人发生性行为的比例（1.0 %）。 但是中国并没有法律和政策条款禁止这样的行为。

### 变更法律性别的困难
中国法律规定公民有变更姓名的自由，但没有规定跨性别者有变更法律性别标记的自由。 公安部的文件规定将接受生殖器上的性别肯定手术作为改变身份证性别的前提，并要求三级医院出具的性别鉴定证明和公证部门出具的公证书或司法鉴定部门出具的证明。跨性别者在机关、团体、学校、企事业等单位工作的，还要出示所在单位组织人事部门准予变更的证明，这致使其隐私权得不到保护。跨性别者在公安部门更改了身份证上的姓名与性别后，其他证件，如护照、工作证、驾照、银行卡、社会保险卡等证件上的姓名和性别都可依身份证为准进行更改。 但是，跨性别者在改变身份证性别之后，要变更高等教育学历、学位证书上标注的性别，无法通过当地的学校或教育机构进行更改，且迄今也只有数个个例实现变更。这导致许多已完成性别肯定手术的跨性别者的身份证件性别与文凭上的性别不符，因此就业时雇主可能会不认可其学位。而即使跨性别者可以选择通过公正途径证明其性别转换事件，但这样又会暴露其跨性别身份而因此面临就业歧视。
另外，这些规定将接受生殖器上的性别肯定手术作为更改法律性别标记的前提。然而，并非所有跨性别者都希望做生殖器上的性别肯定手术，或是有足够的经济能力做性别肯定手术。这些规定也没有考虑到非二元性别人士的需求，没有提供男性和女性之外的选择。这些原因导致许多跨性别者对变更法律性别望而却步。 由于这些无处不在的困难，中国极少数跨性别者得以将其身份证件上的性别和姓名更改为其认同的内容。

### 线上
跨性别者常是网路霸凌的受害者。 例如，“我自我认同是武装直升机”这一发源于 Reddit 并随之扩散至例如 4chan 的其他网络论坛的网络梗常被用于嘲讽跨性别者。这一网络梗于 2015 年达到其热门顶峰。 另外，针对跨性别者的校园暴力也常采取线上的形式进行。北京同志中心 2017 年的调查发现受访的跨性别者中曾遭手机信息嘲弄、社交网络攻击和个人信息或隐私被人发布到网上的比例均超过十分之一。
有时线上针对跨性别者的网络霸凌也会延伸至现实世界中。加拿大 Twitch 主播 Keffals 于 2022 年遭到极右翼网站 Kiwi Farm 用户人肉骚扰，还有人多次故意假报警，使她家被警察破门而入，在枪口下被警察所逮捕。 而另一位非二元人士 Near 则不堪忍受 Kiwi Farm 用户持续的骚扰而于 2021 年自杀。

### 居住
許多房東會歧視跨性別者而拒絕承租，或是因為其他房客抱怨而趕走跨性別房客，而很多承租規定本就有二元的性別劃分而排除跨性別者。

### LGBT
有些跨性別者認為男同性戀與女同性戀社群常常在 LGBT運動中忽視甚至排斥跨性別權益，甚至在許多男女同志活動中不歡迎跨性別者，尽管早期的 LGBT 运动中都少不了跨性别者和變裝皇后的身影，尤其是玛莎·约翰逊和西尔维娅·里维拉等人，更是石牆暴動的核心。一些女同志只認同顺性别女同志，而一些男同志則因厭女或恐懼女性對跨性別男性還是跨性別女性都不友善。

## 女性主义中的恐跨

### 性别本质主义
女性主义不同派别中有些立场被视为恐跨。这些立场可能包括对于作为个人选择或是医疗介入手段的性别转换（英文：gender transition）或是性别肯定手术的批评，抑或是认为跨性别女性不是真正的女性，且因此不应允许进入女性专用空间的立场。 部分第二波女性主义者视跨性别男性和女性分别为女性的“叛徒”和“潜入者”。
第二波女性主义者和活动家格洛丽亚·斯泰纳姆于 1977 年发表她对于性别肯定手术的担忧，认为跨性别者在许多情况下“以手术手段割毁了自己的身体。”她总结道，“女性主义者对于变性欲的需求和使用感到不适是正确的。”这使得后来一段时间里斯塔奈姆被认为是恐跨的。在 2013 年，她否定了将她的文本视为对于性别肯定手术的彻底谴责的解读，并宣称她的立场是基于男同性恋者选择性别转换以应对同性恋恐惧的事例。她补充道，在她眼中，跨性别者们正生活着他们最真实的、应当庆祝的生活。
激进女性主义者珍妮丝·雷蒙德于 1979 年出版的书《变性帝国》（英语：The Transsexual Empire）由于其对于跨性别手术的明确指责，一直广受争议。 在这本书中，雷蒙德写道：“所有变性人都靠着将真实的女性形象化为区区人工制品，将女性的身体挪为己用……变性人仅仅是切除了入侵女性最明显的手段，使其看上去没有侵略性”，而且跨性别者应该“在道德上被禁止存在。”
另一处排跨女性主义者和跨性别女性的冲突发生在密歇根 Womyn 音乐节（英文：Michigan Womyn's Music Festival）。在 1990 年代早期，这一音乐节驱逐了一为名为南希·伯克霍尔德（英文：Nancy Burkholder）的跨性别女性。 在 2014 年，该音乐节否认它持跨性别女性比其他女性低等的立场。 一个名为 Camp Trans 的活动组织抗议该音乐节所持的“女性天生女性”的立场并呼吁在女性主义界中应该更加接受跨性别女性。这一音乐节曾考虑仅允许做过性别肯定手术的跨性别者参加。但这一举动则因许多跨性别女性无力承担性别肯定手术的费用而被批评为阶级歧视。
例如桑迪·斯通等跨性别女性挑战女性主义中“生理女性”的概念。斯通曾于 1974 至 1978 年间在奥利维亚唱片做音响工程师，并在关于她以跨性别女性身份为这一女同性恋企业工作的争议增加而辞职。 雷蒙德在其书中继续了这一争论，并专门给出一个章节来批评“变性人建构的女同性恋-女权主义”。 像多伦多女同性恋组织（英文：Lesbian Organization of Toronto）一类的团体在当时投票排除了跨性别女同性恋者。 希拉·杰弗里斯认为“跨性别主义”从女性主义视角来看问题严重，且变性应当视为对人权的侵犯。”
在2017年，奇马曼达·南戈齐·阿迪奇就跨性别女性是否为女性这一问题回应说“跨性别女性就是跨性别女性”，意指承认包括跨性别女性在内的跨性别人士因其跨性别身份而面临的严重歧视，但觉得他们的经历不应和那些因出生指定性别为女的女性混为一谈。 在她的观点受到严厉批评后，阿迪奇认为美国左派正“造成它自己的衰落”并且“极度自相残食”。她解释道她仍视跨性别女性为女性，但坚持她原本的看法。

### 对性别本质主义的批评

#### 社会建构主义
与性别本质主义和其认为男女本质不同看法相对的是社会建构主义。社会建构主义者批评这一性别本质主义，认为性别之间的不同完全或基本上由社会建构和二元性别的社会规范导致。后建构主义女性主义者和女同性恋者朱迪斯·巴特勒于其作品，尤其是《性别惑乱》和《身体之重》两书中，认为将性别作为一种社会建构“暴力铭刻”于人的身体上是导致那些针对违背性别二元的人们的暴力的原因。

#### 跨性別女性主義
而跨性別女性主義则在反对性别本质主义的同时反对社会建构主义，并已成为第三波和第四波女性主义的一部分。跨性别女性主义是女性主义和跨性别权益运动的交叉，认为跨性别女性所遭受的恐跨歧视同时也可能是厌女症。一个例子是生物学家和跨性别女性主义学者朱莉娅·塞拉诺在她 Whipping Girl（《鞭打女孩》） 一书中对于媒体专注于跨性别女性这一现象的分析。塞拉诺于其书中讨论了媒体总将其目光聚焦于跨性别女性身上，且尤其对她们从男性到女性的性别转变，以及她们进行涂口红、穿高跟鞋和穿裙装等极为典型的刻板印象中的女性表达极为感兴趣，而与此同时跨性别男性则很少得到媒体关注这一现象，并认为媒体通过将女性气质本身展现为人造的、虚假的，以解决跨性别女性对于传统上性別二元論中的“女性”这一分类的威胁。这样，“媒体可以在描绘跨性别女性穿着女性化的衣装和饰品的同时避免让观众认为她们在这一过程中符合被称为‘真正的女性’的印象”，并且“通过专注于这些最女性化的戏法，媒体得以使观众认为跨性别女性进行性别转换只是为了满足某种性癖。”塞拉诺认为，这种对于跨性别女性进行性别转换的原因的性化，不止是对于跨性别女性女性身份的否认，也是对于针对所有女性的物化的鼓励。 塞拉诺在这一交叉性的框架下指出，雷蒙德于她《变性帝国》一书中一方面视那些女性化的跨性别女性所展现的女性气质为对女性价值的贬低，另一方面如果跨性别女性展现男性气质则又会被雷蒙德认为是其并非真正女性的证据；这样，在雷蒙德这种相互矛盾的论点中，跨性别女性不论展现出女性还是男性气质都会被视为假女人。
而对于社会建构主义，跨性别女性主义者认为其将性别过度简化。为了在性别本质主义和社会建构主义之外解释性别，朱莉娅·塞拉诺于 2007 年提出了“内在倾向模型”（英文：intrinsic inclination model）。在这一模型中，潜意识生物性别（英文：subconscious sex）、性别表达和性取向代表不同的性别倾向且互相大致独立；这些性别倾向在某种程度上是每个人内在的，且各自处于一个连续光谱上的某一个位置；每一种倾向大致上和生理性别相关，因此分别导致不同的雙峰分布形状。例如，大部分女性都相较大部分男性更加女性化，但也有少数女性比较男性化，或是少数男性比较女性化。

### TERF
反对将跨性别女性包括在女性空间的女性主义者常被称为TERF，即英文中排跨激进女性主义者（英文：trans-exclusionary radical feminists）的缩写。 而被称为TERF的人则视“TERF”一词为一種羞辱， 认为其因此而面临取消文化，甚至遭到激进的跨性别者的霸凌和攻击。

## 恐跨的后果
恐跨与顺性别主义无论故意与否都会给其受害者带来严重后果。跨性别恐惧着会给跨性别者带来巨大的压力，并使其感到羞耻、自卑、疏离感，及缺乏信心。 面对这样的压力，跨性别未成年人常以离家出走、辍学、使用毒品，或是自残作为应对机制。由于家庭与社会对待跨性别者的普遍糟糕方式，跨性别群体中的自杀率极高。

### 家庭
跨性别者常感到性别不安，因此其强烈的身份诉求往往需要通过性别表达而表现出来，结果就是跨性别者相较非间性顺性别性少数而言，在生活中更难以隐藏自己的性少数身份，因此更加容易遭受来自家庭的跨性别恐惧。
2017 年北京同志中心和北京大学社会学系共同发布的《2017 中国跨性别群体生存现状调查报告 ——跨性别者与非性别常规者》中，在 853 位曾向父母或监护人表达自己身份诉求的皆为跨性别者的受访者中，近六成得不到原生家庭的任何支持。这其中原生家庭最不能接受的为跨性别女性。该报告中，近五成（48.5 %）的跨性别女性完全不被父母或监护人接受。对于跨性别男性，这一数字为33.1%。非二元性别人士或性别酷儿不被接受的比例最低，为 5.9 %，但这其中出生指定性别为女性的人不被接受的比例却较其他性别高，为 11.1 %。
跨性别者常因其身份而受到来自原生家庭的歧视与暴力。美国2015年一份对于 27,715 个样本的调查中发现有十分之一的跨性别者遭到来自家庭成员的恐跨暴力，且有8 %的跨性别者因其跨性别身份而被踢出家门。 相比之下，在上文提到的北京同志中心 2017 年的报告中，1640 位可能或确定被父母或监护人知道身份的受访者当里仅有 6 位从没受到来自原生家庭的暴力。这些家庭暴力的主要形式有强制要求改变穿着、举止或外表（占 57.8 % 的受访者），刻意忽略或回避受访者的跨性别身份（56.7 %），持续几天不理不睬（39.7 %），经济控制（48.6 %），侮辱或谩骂（47.9 %），以及持续几天限制人身自由（37.8 %）等。而诸如殴打（33.3 %），强制进行扭转治疗（11.9 %），强迫受访者与他人发生性关系（1.9 %）等极端暴力行为也时有发生。另外，调查中有13.8%的跨性别者会被父母赶出家门或断绝往来。由于跨性别者受到原生家庭暴力后缺乏求助，44.4 % 的跨性别者在遭受家暴后没有进行任何求助，18.2 %的跨性别者会向朋友求助，6.8 %的跨性别者会向社群组织求助。而政府与社区居委会最不被信任，跨性别者向两者求助的比例相加也仅占总数的 0.5 %。也正因如此，许多跨性别者被迫向家人隐藏自己的跨性别身份。

### 童年和青少年时期
多重受害（英文：polyvictimization）指一个人一生中经历多种形式的虐待与受害，例如身体或性暴力、霸凌或挑衅、父母忽视或虐待、遭遇犯罪等。多重受害在儿童时期就可以开始，并会对青少年和成人健康产生不良影响。 相较于顺性别同龄人，跨性别、性别多样化和性少数青少年更可能遭受多重受害。另外，有研究显示跨性别、性别多样化和性少数青少年若经受创伤后应激障碍（PTSD），常与他们的家庭经历以及多重受害有很大关系。
由美国国家心理健康研究所（英文：National Institute of Mental Health，简称 NIMH）所支持的研究对 LGBT 青少年做出了评估，并指出他们当中那些遭受中到高度、稳定或不断增加的受害或是口头或身体威胁的人更容易患PTSD。跨性别和性别多样化（英语：transgender and gender diverse，缩写 TGD）青少年群体越来越多地经受包括人际关系上或是身体上的欺凌受害在内的情绪困扰。 这其中最多经历身体和人际关系欺凌受害以及情绪困扰的，是出生时性别指定为男而在他人眼中十分女性化的青少年。此外，不论出生时的指定性别为何，在那些不被视为极度男性化的 TGD 青少年中，人际关系上的霸凌受害、抑郁症以及自杀想法都十分常见。
多个关于针对 TGD 青少年和年轻人的攻击和暴力的研究显示，比起顺性别同龄人，他们更容易遭受PTSD、抑郁症、非自杀性自残以及自杀的念头、计划和尝试。他们还有更高的物质（包括香烟、酒类和大麻）使用率，更易遭受创伤，更可能为安全着想而不得不逃学，更差的身体健康水平。

### 成年时期
在成年时期，针对各跨性别人群的攻击与暴力的影响在包括身心健康在内的各个领域中都有深刻影响。针对跨性别者的偏见、歧视、受害者化和拒绝都会给成年跨性别者带来影响，并可能使其创伤后应激障碍（PTSD）更加严重。2018 年一篇综述系统性地回顾了77篇关于跨性别和性别多样（TGD）人群的所经历的与顺性别者不一样的心理健康问题和社会压力的研究。这篇综述发现 TGD 身份与焦虑、抑郁、创伤后应激障碍、物质使用、自杀以及如暴力、歧视和排斥等额外的社会压力因素之间存在关联。 遭受创伤后应激障碍的跨性别者更可能在其一生中被诊断出患有物质使用障碍。 美国国家卫生院（英文：National Institute of Health，缩写 NIH）对在美国的一个社区健康中心所收集的资料进行分析，比较了跨性别和顺性别成年患者在各种方面的健康差异。他们的研究发现，比起与其年龄、教育程度、种族和收入相似的顺性别者，跨性别患者在其一生中遭受了更多的暴力、童年虐待、歧视以及自杀想法和自杀未遂。

### 贫穷和无家可归
美国 2015 年一份调查显示，近三分之一的美国跨性别者处于贫困之中，远高于 14 % 的平均水平。调查之前的十二个月间，30 % 有工作的跨性别者因其跨性别身份而遭到开除或不公对待。30 % 的跨性别者在其一生中曾无家可归，另有 12 % 的跨性别者在调查前的一年中无家可归。家庭与社群支持与显著降低的无家可归和贫穷率正相关。

### 暴力与骚扰
美国 2015 年的一份调查显示，在该调查的前一年中，因其跨性别身份而遭受言语嘲弄或攻击的人占受访者的 46 %，遭到身体攻击的人占受访者的 9 %。另外，10 % 的受访者曾在该调查的前一年中遭到性侵，47 % 的受访者在其一生中曾有被性侵的经历。
据跨性别追悼日和美国国家反暴力计划联盟（英文：National Coalition of Anti-Violence Programs，NCAVP）所搜集的证据表明，年轻黑人或拉丁裔跨性别女性遭受凶杀率“几乎一定高于”同种族的顺性别女性的凶杀率。

#### 公共厕所
在美国 2015 年调查的前一年内，12 % 的受访者曾在公共厕所遭受过言语骚扰，1 % 的受访者在公共厕所因其跨性别身份而遭到性侵，另有 1 % 的人因跨性别身份而遭受身体暴力。9 % 的受访者曾被剥夺使用与其性别相符的公共厕所的权力。

### 健康
在美国 2015 年调查的前一年内，59 % 的受访者曾因害怕骚扰或暴力而避免使用公共厕所，32 % 的受访者为此减少饮水或食量，8 % 的受访者因其避免使用公共厕所而得了尿路感染及包含肾脏感染在内的肾脏问题。33 % 的受访者曾与医疗人员有过不快经历，如遭受言语攻击或被拒绝治疗。23 % 的受访者因害怕遭到不公对待而没有寻求治疗，另有 33 % 的受访者因无法承担治疗费用而没有寻求治疗。
在这一调查的前一个月内，39 % 的美国跨性别者曾遭受严重心理困扰；美国普通民众遭受严重心理困扰的平均数字仅为 5 %。40 % 的受访者在其人生某个阶段中曾做出自杀尝试，而美国人口这一数字的平均值为 4.6 %。这一调查还显示家庭与社群的支持可大幅减少自杀尝试率与严重心理困扰率。
旧金山一项对有色人种跨性别女性的研究表明，跨性别恐惧症与跨性别女性进行高艾滋病风险行为两者高度相关。这一研究显示，跨性别年轻人多面临社会歧视，且缺少社会榜样。这一群体中多遭遇跨性别恐惧的年轻人较别人更可能进行无保护的肛交行为。因此，这一研究显示出了跨性别恐惧和高艾滋病风险之间的相关性。

## 延伸阅读
- (翻譯) 跨性別恐懼與激進女性主義－－一個挑戰 （页面存档备份，存于）
- 酷兒社群必須停止跨性別恐懼：理解我的原性別特權 （页面存档备份，存于）

## 参見
- 同性戀恐懼
- 仇恨犯罪
- LGBT迴轉治療
- 跨性別追悼日
- 矯正強姦
- 厭跨女症
- 針對跨性別者的暴力行為